# 슈가 도넛
슈가 도넛은 창스(서창민/보컬/기타), 영택(이영택/베이스), 애쉬(안성훈/기타), 효방(유효준/드럼)으로 구성된 대한민국의 4인조 펑크 밴드다.

## 역사
2001년 5월에 결성된 이들은 2001년 10월, ‘I Don`t Have’와 ‘Spinner Jump’란 곡으로 쌈지 사운드 페스티벌에 숨은 고수로 응모하였다. 이들은 응모 할 당시 재미있는 에피소드를 겪기도 했는데, 녹음 하던 날 갑자기 내린 폭우로 합주실에 물이 새는 바람에 이를 막아가며 겨우 녹음을 마쳤고, 응모 마지막 날 부랴부랴 곡을 올리던 와중 용량초과로 작업이 여의치 않게 되자 마감 한 시간 전 쌈넷 관계자에게 이 메일로 도움을 청해 겨우 페스티벌에 응시할 수 있었다. 결국 이러한 웃지 못할 경험들이 호재로 작용하였는지 이들은 쌈지 사운드 페스티벌에서 사람들의 전폭적인 지지를 얻으며 주목 받았다.
이후 슈가도넛은 쌈넷의 지원을 받으며 2002년 5월 데뷔 앨범인 'Spinner Jump'를 발표하여 좋은 반응을 얻었다. 이들은 각종 영화제나 크고 작은 페스티벌에 참여하며 이름을 알리기 시작했는데 2002년에는 자신들의 데뷔 무대였던 쌈지 사운드 페스티벌에서 ‘숨은 고수’가 아닌 ‘무림 고수’로 참여하기도 하였다. 같은 해 겨울 이승환의 Play 투어를 함께하며 전국 5개 도시를 순회하였다.
2003년엔 영화 마들렌의 사운드 트랙에도 참여하였다. 사운드 트랙 참여에 이어 아이스크림 CF까지 이 평범한 인디 밴드는 다양한 방법으로 대중들과의 은근한 접촉을 시도하였다. 그리고 2003년 7월에는 후지록 페스티벌에 한국 대표로 참가하는 영광을 안기도 했다. 데뷔 이래 이런저런 공연과 활동으로 비교적 바쁜 나날을 보내왔던 슈가 도넛은 2003년 8월 EP 개념의 1.5집 'Speed King'을 발표했다. 그리고 1.5집에서 발표된 노래 중 <방학>은 KBS 2TV의 《성장드라마 반올림#1》의 사운드 트랙으로도 삽입되었다.
2006년, 이들은 2집 'Phantom Pain'이라는 컴백 형식의 앨범을 발매했다. 또한 네오위즈에서 유통하는 레이싱 게임인 레이시티의 음악을 작곡하기도 했다. 2007년에 인천 펜타포트 락 페스티벌과 쌈지 사운드 페스티벌에 참여하게 되었으며, 2008년에 한강 NEXT FLOOR, ETP fest 참여와 손예진, 지진희 주연의 MBC 드라마 '스포트라이트'의 ost에 참여하였다. 같은 해에 DJMAX Metro Project에도 참가, 3집 수록곡이었던 Telescope를 라이센스 곡으로 제공했고 이 곡은 Dark Envy라는 이름으로 수록되었다.
2011년, 슈가도넛 기타 겸 보컬인 창스는 "우리는 이번 쌈싸페를 끝으로 정들었던 홍대를 떠난다. 여기까지 함께해 준 팬들에게 감사하고 미안하다."라고 말했다. 다음달인 10월 2일, 슈가도넛은 그동안 홍대 인디씬들에게 사랑받아온 히트곡들을 들려줬고, 슈가도넛은 이번 공연을 끝으로 해체했다.
2014년, EP Double Minus와 함께 재결합 했다.

## 발매 앨범

### 정규 앨범
- 1집 - Spinner Jump

1. Pre Face
2. Call Me Plz
3. 몇해지나
4. 책받침 아가씨
5. 몰라
6. 그림그리기
7. 오예
8. Love Song
9. 집
10. I Don't Have

- 1.5집 - Speed King

1. 바다
2. 방학
3. 라디오스타일
4. 푸른눈동자
5. 그림그리기
6. Screwed Spinner Jump

- 2집 - Phantom Pain

1. 아이 모습
2. Turn Around Me
3. Loser
4. 이제
5. 목각(目刻)
6. Everything
7. 집으로
8. 거짓 속에서
9. 꿈꾸는 너
10. Fish
11. In My Head
12. Good Bye

- 3집 - SugardonutS

1. Simple Life
2. I`m Ready For You
3. Telescope
4. 이제는 내게로 와요
5. Forever
6. Listen To The Music
7. 그곳에선
8. Wego Wego
9. Set You Free
10. Truth
11. Thank You
12. +Bonus Track(언제나 나에게)

- EP (3.5집) - Say Yes...

1. Say Yes
2. I'm Sorry
3. Friday Party
4. 날 위한 노래
5. 멀어져가네
6. Fly
7. 노래를 부르네

### 참여 앨범
- 2001 Ssamzie Sound Festival (쌈지 사운드 페스티발)
- 반올림# OST - KBS 성장드라마
- 2008 '롯데 자이언트' 야구단 음원앨범 참여
- 2008 MBC 드라마 '스포트라이트 ost' 참여
- 2008 펜타비젼 'DJMAX Metro Project' 참여
- 2010 K리그 헌정앨범 'Into the K League' 참여